# San Nicola Tonnara vasútállomás
San Nicola Tonnara vasútállomás egy vasútállomás Olaszországban, Szicília régióban, Palermo megyében, San Nicola l'Arena településen. Forgalma alapján az olasz vasútállomás-kategóriák közül a bronz kategóriába tartozik.

## Vasútvonalak
Az állomást az alábbi vasútvonalak érintik:
- Palermo–Messina-vasútvonal